# Sabanilla (ort i Costa Rica, San José)
Sabanilla är en ort i Costa Rica.   Den ligger i provinsen San José, i den centrala delen av landet, 5 km öster om huvudstaden San José. Sabanilla ligger 1 240 meter över havet och antalet invånare är 13 251.
Terrängen runt Sabanilla är kuperad österut, men västerut är den platt. Terrängen runt Sabanilla sluttar västerut. Runt Sabanilla är det tätbefolkat, med 427 invånare per kvadratkilometer. Närmaste större samhälle är San José, 5,0 km väster om Sabanilla. I omgivningarna runt Sabanilla växer i huvudsak städsegrön lövskog.